# German Open 1990 (Badminton)
Die German Open 1990 im Badminton fanden vom 10. bis zum 14. Oktober 1990 in der Philipshalle in Düsseldorf statt. Die Finalspiele wurden am 14. Oktober 1990 ausgetragen. Das Preisgeld betrug 35.000 US-Dollar.

## Sieger und Platzierte
| Disziplin    | Gold                               | Silber                             | Bronze                                |
| ------------ | ---------------------------------- | ---------------------------------- | ------------------------------------- |
| Herreneinzel | Fung Permadi                       | Jens Peter Nierhoff                | Anders Nielsen                        |
| Herreneinzel | Fung Permadi                       | Jens Peter Nierhoff                | Steve Butler                          |
| Dameneinzel  | Pernille Nedergaard                | Camilla Martin                     | Minarti Timur                         |
| Dameneinzel  | Pernille Nedergaard                | Camilla Martin                     | Elena Rybkina                         |
| Herrendoppel | Ong Ewe Chye Rahman Sidek          | Mark Christiansen Michael Kjeldsen | Max Gandrup Jens Peter Nierhoff       |
| Herrendoppel | Ong Ewe Chye Rahman Sidek          | Mark Christiansen Michael Kjeldsen | Jon Holst-Christensen Thomas Lund     |
| Damendoppel  | Dorte Kjær Lotte Olsen             | Pernille Dupont Grete Mogensen     | Nettie Nielsen Lisbet Stuer-Lauridsen |
| Damendoppel  | Dorte Kjær Lotte Olsen             | Pernille Dupont Grete Mogensen     | Gillian Clark Gillian Gowers          |
| Mixed        | Pär-Gunnar Jönsson Maria Bengtsson | Jan Paulsen Gillian Gowers         | Max Gandrup Gillian Clark             |
| Mixed        | Pär-Gunnar Jönsson Maria Bengtsson | Jan Paulsen Gillian Gowers         | Jon Holst-Christensen Grete Mogensen  |

## Finalergebnisse
| Disziplin    | Sieger                             | Finalist                           | Ergebnis     |
| ------------ | ---------------------------------- | ---------------------------------- | ------------ |
| Herreneinzel | Fung Permadi                       | Jens Peter Nierhoff                | kampflos     |
| Dameneinzel  | Pernille Nedergaard                | Camilla Martin                     | 12–9, 11–8   |
| Herrendoppel | Ong Ewe Chye Rahman Sidek          | Mark Christiansen Michael Kjeldsen | 17–14, 15–12 |
| Damendoppel  | Dorte Kjær Lotte Olsen             | Pernille Dupont Grete Mogensen     | 15–9, 17–14  |
| Mixed        | Pär-Gunnar Jönsson Maria Bengtsson | Jan Paulsen Gillian Gowers         | 15–7, 15–5   |

## Herreneinzel Qualifikation
- Tomasz Mendrek –  Dirk Wagner: 12-15 / 15-7 / 15-4
- Kai Mitteldorf –  Chow Kin Man: 15-8 / 18-15
- Bernd Schwitzgebel –  Razy Fathur: 15-3 / 15-11
- Søren B. Nielsen –  Hans-Georg Fischedick: 15-7 / 15-9
- Randy Trieling –  André Tummer: 18-13 / 15-9
- Ib Frederiksen –  Jürgen Gebhardt: 15-3 / 15-6
- Hannes Fuchs –  Markus Türnich: 15-8 / 11-15 / 15-4
- Jesper Olsson –  Stéphane Renault: 15-3 / 15-4
- Henner Sudfeld –  Heimo Götschl: 15-4 / 9-15 / 15-5
- Andreas Ruth –  Hubert Müller: 15-12 / 15-8
- Christian Nyffenegger –  Roland Kapps: 18-14 / 15-11
- Franz-Josef Müller –  Stojan Ivantchev: 15-9 / 15-5
- Harald Klauer –  Raymond Achterberg: 15-9 / 15-1
- Holger Wippich –  Etienne Thobois: 17-15 / 15-12
- Wong Wai Lap –  Thomas Wurm: 15-3 / 13-15 / 15-3
- Wang Xuyan –  Christophe Jeanjean: 15-2 / 15-5
- Thomas Berger –  Shum Man Kin: 15-6 / 15-1
- Jacek Hankiewicz –  Gordon Teigelkämper: 15-5 / 15-5
- Peter Bush –  Tomasz Mendrek: 15-2 / 15-3
- Markus Keck –  Kai Mitteldorf: 17-16 / 15-13
- Søren B. Nielsen –  Robert Neumann: 10-15 / 15-9 / 15-3
- Ib Frederiksen –  Michael Helber: 18-17 / 15-11
- Quinten van Dalm –  Jesper Olsson: 15-7 / 15-10
- Henner Sudfeld –  Thomas Bölke: 15-5 / 15-2
- Ron Michels –  Andreas Ruth: 15-12 / 15-7
- Edwin van Dalm –  Christian Nyffenegger: 15-12 / 15-10
- Franz-Josef Müller –  Franck Panel: 15-6 / 15-4
- Alexej Sidorov –  Harald Klauer: 15-4 / 9-15 / 15-5
- Wong Wai Lap –  Holger Wippich: 15-2 / 15-7
- Wang Xuyan –  Nikolai Sujew: 15-10 / 15-17 / 15-12
- Jacek Hankiewicz –  Thomas Berger: 15-7 / 8-7
- Peter Bush –  Markus Keck: 16-18 / 15-2 / 15-9
- Søren B. Nielsen –  Bernd Schwitzgebel: 17-18 / 15-9 / 15-2
- Ib Frederiksen –  Randy Trieling: 15-6 / 15-2
- Quinten van Dalm –  Hannes Fuchs: 15-8 / 15-5
- Ron Michels –  Henner Sudfeld: 15-13 / 10-15 / 17-14
- Edwin van Dalm –  Franz-Josef Müller: 15-8 / 15-10
- Alexej Sidorov –  Wong Wai Lap: 15-13 / 15-11
- Jacek Hankiewicz –  Wang Xuyan: 15-9 / 15-1

## Herreneinzel
- Pär-Gunnar Jönsson –  Chris Jogis: 15-8 / 15-2
- Pontus Jäntti –  Peter Bush: 15-3 / 15-3
- Søren B. Nielsen –  Jonas Herrgårdh: 15-13 / 15-5
- Michael Keck –  Edwin van Dalm: 15-7 / 15-11
- Quinten van Dalm –  Alexej Sidorov: 9-15 / 15-12 / 15-6
- Ib Frederiksen –  Jyri Aalto: 15-11 / 15-12
- Claus Thomsen –  Heryanto Arbi: 7-15 / 18-13 / 15-12
- Stephan Kuhl –  Kwan Yoke Meng: 17-16 / 15-11
- Jeroen van Dijk –  Benny Lee: 15-11 / 15-4
- Tony Tuominen –  Bryan Blanshard: 15-4 / 15-9
- Kai Abraham –  Trond Wåland: 15-6 / 15-6
- Peter Axelsson –  Jacek Hankiewicz: 15-8 / 18-15
- Wong Tat Meng –  Volker Renzelmann: 16-17 / 15-10 / 15-10
- Ron Michels –  Heinz Fischer: 15-6 / 15-3
- Andrei Antropow –  Nils Skeby: 15-10 / 15-3
- Bambang Suprianto –  Jörgen Tuvesson: w.o.
- Morten Frost –  Pär-Gunnar Jönsson: 15-2 / 15-3
- Pontus Jäntti –  Mustaffa Ali: 15-2 / 7-2
- Fung Permadi –  Søren B. Nielsen: 15-4 / 15-4
- Pawel Uwarow –  Michael Keck: 15-6 / 12-15 / 15-6
- Joko Suprianto –  Quinten van Dalm: 15-8 / 15-8
- Steve Butler –  Ib Frederiksen: 15-3 / 15-1
- Jens Olsson –  Claus Thomsen: 7-15 / 18-14 / 15-3
- Chris Bruil –  Stephan Kuhl: 15-8 / 5-15 / 15-8
- Detlef Poste –  Jeroen van Dijk: 15-7 / 18-16
- Jens Peter Nierhoff –  Tony Tuominen: 15-5 / 15-9
- Henrik Svarrer –  Kai Abraham: 15-6 / 15-4
- Hermawan Susanto –  Peter Axelsson: 15-6 / 15-3
- Thomas Stuer-Lauridsen –  Wong Tat Meng: 15-9 / 15-7
- Anders Nielsen –  Bambang Suprianto: 13-18 / 15-9 / 15-7
- Ron Michels –  Lasse Lindelöf: 15-10 / 15-6
- Eddy Kurniawan –  Andrei Antropow: 8-15 / 15-7 / 15-13
- Morten Frost –  Pontus Jäntti: 15-0 / 15-12
- Fung Permadi –  Pawel Uwarow: 15-9 / 15-5
- Steve Butler –  Joko Suprianto: 18-17 / 10-15 / 15-5
- Jens Olsson –  Chris Bruil: 15-6 / 3-15 / 15-7
- Jens Peter Nierhoff –  Detlef Poste: 15-4 / 15-5
- Hermawan Susanto –  Henrik Svarrer: 15-5 / 15-6
- Anders Nielsen –  Thomas Stuer-Lauridsen: 15-4 / 15-10
- Eddy Kurniawan –  Ron Michels: 15-4 / 6-15 / 15-11
- Fung Permadi –  Morten Frost: 15-13 / 15-2
- Steve Butler –  Jens Olsson: 11-15 / 15-9 / 15-3
- Jens Peter Nierhoff –  Hermawan Susanto: 15-6 / 15-9
- Anders Nielsen –  Eddy Kurniawan: 6-15 / 15-12 / 15-12
- Fung Permadi –  Steve Butler: 15-8 / 15-9
- Jens Peter Nierhoff –  Anders Nielsen: 3-15 / 15-7 / 15-8
- Fung Permadi –  Jens Peter Nierhoff: w.o.

## Dameneinzel
- Pernille Nedergaard –  Vlada Chernyavskaya: 11-8 / 11-7
- Astrid Crabo –  Christine Skropke: 11-7 / 11-4
- Astrid van der Knaap –  Nicole Baldewein: 11-5 / 11-4
- Yuliani Santosa –  Chan Man Wa: 11-6 / 12-10
- Lilik Sudarwati –  Sonja Mellink: 11-9 / 11-2
- Elena Rybkina –  Helle Andersen: 11-3 / 5-11 / 11-8
- Catrine Bengtsson –  Helen Troke: 12-9 / 11-2
- Doris Piché –  Kerstin Ubben: 6-11 / 11-7 / 11-9
- Andrea Krucinski –  Camilla Wright: 11-3 / 3-11 / 11-0
- Christine Magnusson –  Marina Andrievskaia: 11-6 / 11-8
- Wong Chun Fan –  Irawati Darmawan: 11-1 / 11-6
- Camilla Martin –  Eline Coene: 11-5 / 1-11 / 11-7
- Irina Serova –  Erica van den Heuvel: 11-4 / 11-8
- Denyse Julien –  Diana Koleva: 12-10 / 11-5
- Joanne Muggeridge –  Katrin Schmidt: 11-9 / 11-2
- Minarti Timur –  Lisbet Stuer-Lauridsen: 11-8 / 11-3
- Pernille Nedergaard –  Astrid Crabo: 11-1 / 11-2
- Yuliani Santosa –  Astrid van der Knaap: 11-3 / 3-11 / 11-7
- Elena Rybkina –  Lilik Sudarwati: 5-11 / 11-7 / 11-9
- Catrine Bengtsson –  Doris Piché: 11-1 / 12-9
- Christine Magnusson –  Andrea Krucinski: 11-8 / 11-4
- Camilla Martin –  Wong Chun Fan: 11-9 / 11-2
- Denyse Julien –  Irina Serova: 11-12 / 11-8 / 11-2
- Minarti Timur –  Joanne Muggeridge: 11-1 / 11-6
- Pernille Nedergaard –  Yuliani Santosa: 11-7 / 11-9
- Elena Rybkina –  Catrine Bengtsson: 11-2 / 12-11
- Camilla Martin –  Christine Magnusson: 10-12 / 12-9 / 11-1
- Minarti Timur –  Denyse Julien: 11-9 / 11-7
- Pernille Nedergaard –  Elena Rybkina: 12-10 / 11-4
- Camilla Martin –  Minarti Timur: 11-7 / 12-9
- Pernille Nedergaard –  Camilla Martin: 12-9 / 11-8

## Herrendoppel Qualifikation
- Jürgen Gebhardt /  Jesper Olsson –  Tom Becker /  Henner Sudfeld: 15-12 / 15-12
- Li Ang /  André Tummer –  Christophe Jeanjean /  Etienne Thobois: 15-5 / 15-5
- Volker Eiber /  Ralf Rausch –  Jerzy Dołhan /  Jacek Hankiewicz: 15-7 / 15-3
- Edwin van Dalm /  Quinten van Dalm –  Roland Kapps /  Stephan Kapps: 15-5 / 15-7
- Markus Keck /  Tomasz Mendrek –  Hubert Müller /  Christian Nyffenegger: 15-8 / 18-13
- Peter Bush /  Trond Wåland –  Martin Kranitz /  Franz-Josef Müller: 15-12 / 15-10
- Raymond Achterberg /  Randy Trieling –  Andreas Ruth /  Markus Türnich: 6-15 / 15-7 / 15-10
- Jürgen Gebhardt /  Jesper Olsson –  Li Ang /  André Tummer: 15-12 / 15-7
- Edwin van Dalm /  Quinten van Dalm –  Volker Eiber /  Ralf Rausch: 15-0 / 16-18 / 15-12
- Uwe Ossenbrink /  Bernd Schwitzgebel –  Markus Keck /  Tomasz Mendrek: 10-15 / 15-13 / 15-8
- Kai Abraham /  Heinz Fischer –  Detlef Poste /  Volker Renzelmann: 15-8 / 15-13
- Michael Helber /  Guido Schänzler –  Raymond Achterberg /  Randy Trieling: 15-10 / 15-11
- Alexej Sidorov /  Pawel Uwarow –  Thomas Bölke /  Holger Wippich: 18-14 / 15-4
- Edwin van Dalm /  Quinten van Dalm –  Jürgen Gebhardt /  Jesper Olsson: 15-8 / 15-9
- Kai Abraham /  Heinz Fischer –  Uwe Ossenbrink /  Bernd Schwitzgebel: 17-16 / 16-18 / 15-9
- Peter Bush /  Trond Wåland –  Michael Helber /  Guido Schänzler: 7-15 / 15-8 / 15-3
- Alexej Sidorov /  Pawel Uwarow –  Franck Panel /  Stéphane Renault: 15-11 / 11-15 / 15-8

## Herrendoppel
- Kai Abraham /  Heinz Fischer –  Chow Kin Man /  Shum Man Kin: 15-5 / 15-6
- Mark Christiansen /  Michael Kjeldsen –  Yap Yee Guan /  Yap Yee Hup: 5-15 / 15-10 / 18-13
- Kai Mitteldorf /  Robert Neumann –  Edwin van Dalm /  Quinten van Dalm: 15-9 / 5-15 / 15-10
- Peter Axelsson /  Stellan Österberg –  Alexej Sidorov /  Pawel Uwarow: 15-9 / 15-12
- Andy Goode /  Chris Hunt –  Chris Bruil /  Jeroen van Dijk: 15-12 / 15-9
- Thomas Stuer-Lauridsen /  Claus Thomsen –  Andrei Antropow /  Nikolai Sujew: 15-4 / 15-5
- Ricky Subagja /  Bagus Setiadi –  Chris Jogis /  Benny Lee: 15-2 / 15-8
- Mike Bitten /  Bryan Blanshard –  Ernest Abankroh / : w.o.
- Jan Paulsen /  Henrik Svarrer –  Kai Abraham /  Heinz Fischer: 15-2 / 15-10
- Max Gandrup /  Jens Peter Nierhoff –  Kai Mitteldorf /  Robert Neumann: 18-14 / 15-8
- Peter Axelsson /  Stellan Österberg –  Jyri Aalto /  Lasse Lindelöf: 15-4 / 15-5
- Mike Bitten /  Bryan Blanshard –  Jesper Knudsen /  Nils Skeby: 15-10 / 15-7
- Jon Holst-Christensen /  Thomas Lund –  Andy Goode /  Chris Hunt: 15-4 / 15-7
- Thomas Stuer-Lauridsen /  Claus Thomsen –  Michael Keck /  Stephan Kuhl: 15-10 / 15-12
- Ong Ewe Chye /  Rahman Sidek –  Ricky Subagja /  Bagus Setiadi: 15-9 / 15-4
- Mark Christiansen /  Michael Kjeldsen –  Peter Bush /  Trond Wåland: w.o.
- Mark Christiansen /  Michael Kjeldsen –  Jan Paulsen /  Henrik Svarrer: 15-12 / 15-4
- Max Gandrup /  Jens Peter Nierhoff –  Peter Axelsson /  Stellan Österberg: 15-5 / 15-1
- Jon Holst-Christensen /  Thomas Lund –  Mike Bitten /  Bryan Blanshard: 15-7 / 15-7
- Ong Ewe Chye /  Rahman Sidek –  Thomas Stuer-Lauridsen /  Claus Thomsen: 2-15 / 15-4 / 15-10
- Ong Ewe Chye /  Rahman Sidek –  Jon Holst-Christensen /  Thomas Lund: 18-14 / 8-15 / 17-16
- Mark Christiansen /  Michael Kjeldsen –  Max Gandrup /  Jens Peter Nierhoff: w.o.
- Ong Ewe Chye /  Rahman Sidek –  Mark Christiansen /  Michael Kjeldsen: 17-14 / 15-12

## Damendoppel Qualifikation
- Valentine Ayer /  Bettina Gfeller –  Heike Franke /  Peggy Richter: 15-7 / 15-13
- Irawati Darmawan /  Yuliani Santosa –  Marina Andrievskaia /  Olga Svorochaeva: 15-9 / 12-15 / 15-12
- Bożena Haracz /  Beata Syta –  Valentine Ayer /  Bettina Gfeller: 15-3 / 15-9
- Cathrin Hoppe /  Andrea Krucinski –  Irawati Darmawan /  Yuliani Santosa: 9-15 / 15-13 / 15-3
- Karen Neumann /  Kerstin Weinbörner –  Sandra Dimbour /  Elodie Mansuy: 15-3 / 15-5
- Lilik Sudarwati /  Minarti Timur –  Bożena Haracz /  Beata Syta: 15-3 / 15-11

## Damendoppel
- Denyse Julien /  Doris Piché –  Lilik Sudarwati /  Minarti Timur: 15-2 / 15-8
- Joanne Goode /  Julie Munday –  Cathrin Hoppe /  Andrea Krucinski: 15-5 / 15-8
- Joanne Muggeridge /  Helen Troke –  Chan Man Wa /  Wong Chun Fan: 15-5 / 15-13
- Nettie Nielsen /  Lisbet Stuer-Lauridsen –  Andrea Findhammer /  Anne-Katrin Seid: 15-5 / 15-9
- Gillian Clark /  Gillian Gowers –  Diana Knekna /  Diana Koleva: 15-5 / 15-2
- Denyse Julien /  Doris Piché –  Karen Neumann /  Kerstin Weinbörner: 15-8 / 15-2
- Eline Coene /  Erica van den Heuvel –  Nicole Baldewein /  Kerstin Ubben: 15-2 / 15-7
- Dorte Kjær /  Lotte Olsen –  Joanne Goode /  Julie Munday: 15-17 / 15-12 / 15-12
- Joanne Muggeridge /  Helen Troke –  Catrine Bengtsson /  Maaike de Boer: 15-5 / 15-7
- Pernille Dupont /  Grete Mogensen –  Heidi Bender /  Petra Dieris-Wierichs: 15-8 / 15-4
- Nettie Nielsen /  Lisbet Stuer-Lauridsen –  Elena Rybkina /  Vlada Chernyavskaya: 15-6 / 15-9
- Maria Bengtsson /  Christine Magnusson –  Finarsih /  Eliza Nathanael: 7-15 / 15-12 / 15-11
- Gillian Clark /  Gillian Gowers –  Denyse Julien /  Doris Piché: 15-2 / 15-8
- Dorte Kjær /  Lotte Olsen –  Eline Coene /  Erica van den Heuvel: 15-13 / 15-12
- Pernille Dupont /  Grete Mogensen –  Joanne Muggeridge /  Helen Troke: 15-9 / 15-11
- Nettie Nielsen /  Lisbet Stuer-Lauridsen –  Maria Bengtsson /  Christine Magnusson: 15-10 / 13-15 / 15-3
- Dorte Kjær /  Lotte Olsen –  Gillian Clark /  Gillian Gowers: 14-17 / 15-9 / 15-11
- Pernille Dupont /  Grete Mogensen –  Nettie Nielsen /  Lisbet Stuer-Lauridsen: 15-6 / 7-15 / 15-7
- Dorte Kjær /  Lotte Olsen –  Pernille Dupont /  Grete Mogensen: 15-9 / 17-14
- Ws (Qual) - :
- Beata Syta –  Kerstin Weinbörner: 11-9 / 11-4
- Diana Knekna –  Heidi Bender: 11-8 / 11-5
- Karen Neumann –  Bettina Gfeller: 11-1 / 9-11 / 11-6
- Maaike de Boer –  Andrea Findhammer: 6-11 / 11-6 / 11-6
- Tanja Münch –  Victoria Wright: 9-12 / 12-9 / 11-2
- Sandra Dimbour –  Peggy Richter: 11-7 / 11-7
- Anne-Katrin Seid –  Elodie Mansuy: 11-2 / 11-8
- Wong Chun Fan –  Heike Franke: 11-7 / 11-1
- Tatiana Khoroshina –  Beata Syta: 11-6 / 11-9
- Sonja Mellink –  Diana Knekna: 11-12 / 11-5 / 11-7
- Andrea Krucinski –  Maaike de Boer: 12-9 / 12-10
- Marina Andrievskaia –  Tanja Münch: 11-3 / 11-6
- Sandra Dimbour –  Bożena Haracz: 12-9 / 3-11 / 11-5
- Wong Chun Fan –  Joanne Goode: 11-4 / 11-7
- Sonja Mellink –  Tatiana Khoroshina: 11-5 / 11-4
- Andrea Krucinski –  Karen Neumann: 11-8 / 11-2
- Marina Andrievskaia –  Sandra Dimbour: 11-6 / 11-3
- Wong Chun Fan –  Anne-Katrin Seid: 11-1 / 11-1

## Mixed Qualifikation
- Andreij Falchenko /  T. Tzybina –  Etienne Thobois /  Sandra Dimbour: 17-14 / 15-4
- Volker Eiber /  Christine Skropke –  Stéphane Renault /  Elodie Mansuy: 15-3 / 15-4
- Alexej Sidorov /  Vlada Chernyavskaya –  Uwe Ossenbrink /  Andrea Findhammer: 15-6 / 15-6
- Li Ang /  Nicole Baldewein –  Christian Nyffenegger /  Bettina Gfeller: 15-8 / 15-6
- Stephan Kuhl /  Kerstin Ubben –  Rémy Matthey de l’Etang /  Valentine Ayer: 15-7 / 15-3
- Andreij Falchenko /  T. Tzybina –  Holger Wippich /  Heike Franke: 15-12 / 15-5
- Wong Wai Lap /  Wong Chun Fan –  Jerzy Dołhan /  Bożena Haracz: 15-3 / 12-15 / 15-8
- Michael Helber /  Karen Neumann –  Stojan Ivantchev /  Victoria Wright: 15-13 / 15-3
- Volker Eiber /  Christine Skropke –  Thomas Bölke /  Peggy Richter: 15-3 / 15-8
- Li Ang /  Nicole Baldewein –  Alexej Sidorov /  Vlada Chernyavskaya: 15-13 / 7-15 / 15-13
- Stephan Kuhl /  Kerstin Ubben –  Andreij Falchenko /  T. Tzybina: 15-7 / 15-4
- Michael Helber /  Karen Neumann –  Wong Wai Lap /  Wong Chun Fan: 15-9 / 15-8

## Mixed
- Michael Keck /  Anne-Katrin Seid –  Mark Christiansen /  Lotte Olsen: 15-5 / 15-11
- Ron Michels /  Sonja Mellink –  Chris Hunt /  Joanne Goode: 10-15 / 15-12 / 15-1
- Trond Wåland /  Camilla Wright –  Li Ang /  Nicole Baldewein: 10-15 / 15-11 / 15-10
- Max Gandrup /  Gillian Clark –  Jesper Knudsen /  Nettie Nielsen: 14-17 / 15-5 / 15-6
- Guido Schänzler /  Katrin Schmidt –  Stellan Österberg /  Astrid Crabo: 15-10 / 12-15 / 15-13
- Ricky Subagja /  Lilik Sudarwati –  Andy Goode /  Julie Munday: 14-17 / 15-8 / 15-8
- Michael Kjeldsen /  Dorte Kjær –  Stephan Kuhl /  Kerstin Ubben: 15-2 / 18-14
- Volker Eiber /  Christine Skropke –  Jacek Hankiewicz /  Beata Syta: 18-17 / 15-11
- Pär-Gunnar Jönsson /  Maria Bengtsson –  Michael Keck /  Anne-Katrin Seid: 15-11 / 15-3
- Ron Michels /  Sonja Mellink –  Bernd Schwitzgebel /  Cathrin Hoppe: 15-10 / 15-10
- Thomas Lund /  Pernille Dupont –  Trond Wåland /  Camilla Wright: 15-9 / 15-13
- Max Gandrup /  Gillian Clark –  Michael Helber /  Karen Neumann: 15-4 / 15-7
- Bryan Blanshard /  Denyse Julien –  Guido Schänzler /  Katrin Schmidt: 15-9 / 17-14
- Jon Holst-Christensen /  Grete Mogensen –  Ricky Subagja /  Lilik Sudarwati: 15-3 / 15-3
- Michael Kjeldsen /  Dorte Kjær –  Nikolai Sujew /  Irina Serova: 15-2 / 15-9
- Jan Paulsen /  Gillian Gowers –  Volker Eiber /  Christine Skropke: 15-1 / 15-0
- Pär-Gunnar Jönsson /  Maria Bengtsson –  Ron Michels /  Sonja Mellink: 18-13 / 15-5
- Max Gandrup /  Gillian Clark –  Thomas Lund /  Pernille Dupont: 15-13 / 15-8
- Jon Holst-Christensen /  Grete Mogensen –  Bryan Blanshard /  Denyse Julien: 15-5 / 15-8
- Jan Paulsen /  Gillian Gowers –  Michael Kjeldsen /  Dorte Kjær: 15-6 / 15-11
- Pär-Gunnar Jönsson /  Maria Bengtsson –  Max Gandrup /  Gillian Clark: 18-13 / 15-5
- Jan Paulsen /  Gillian Gowers –  Jon Holst-Christensen /  Grete Mogensen: 15-13 / 5-15 / 15-6
- Pär-Gunnar Jönsson /  Maria Bengtsson –  Jan Paulsen /  Gillian Gowers: 15-7 / 15-5